# Любен Караниколов
Любен Киров Караниколов е български юрист, адвокат и дългогодишен университетски преподавател по право. Професор е по данъчно право в Юридическия факултет на УНСС.

## Биография
Любен Караниколов е роден на 23 март 1937 г.. Дипломира се в специалност право в Юридическия факултет на Софийския университет. През 1984 г. придобива докторска степен по право, след защита на дисертационен труд в катедра „Правни науки“ на УНСС. Години по-късно се хабилитира и придобива академичната титла „доцент“. След трансформацията на Катедрата по правни науки в Юридическия факултет доц. Караниколов е избран за негов пръв декан. През 1995 г. е удостоен с титлата професор по Данъчно право в същия факултет. Чел е лекции по Данъчно право на студентите юристи и Основи на правото на бъдещите икономисти в УНСС.